# Alina Makarenko
Pour les articles homonymes, voir Makarenko.
Alina Andreïevna Makarenko (en russe : Алина Андреевна Макаренко) est une gymnaste rythmique russe, née le 14 janvier 1995 à Elista (Russie).

## Biographie
Alina Makarenko est sacrée championne olympique au concours des ensembles aux Jeux olympiques d'été de 2012 à Londres, avec ses coéquipières Ksenia Dudkina, Anastasia Bliznyuk, Uliana Donskova, Anastasia Nazarenko et Karolina Sevastyanova.